# Meleagro da Macedónia
Meleagro foi rei da Macedónia por um breve período, durante a invasão gaulesa da Grécia.
Ele era irmão de Ptolemeu I Sóter  ou de Ptolemeu Cerauno.
Ptolemeu Cerauno, filho de Ptolemeu I Sóter e Eurídice, filha de Antípatro, havia se tornado rei da Macedónia, quando os gauleses invadiram a Macedónia. Ele era jovem e inexperiente nos assuntos da guerra;  sob seu comando o exército macedônio foi cortado em pedaços e destruído pelos gauleses e ele foi morto, durante a invasão gaulesa da Grécia.
Meleagro foi o próximo rei, iniciando seu reinado no quinto mês do primeiro ano da 125a olimpíada, mas governou por apenas poucos dias  (dois meses, segundo Eusébio), antes de ser derrotado. Seu sucessor foi Antípatro Etesias, sobrinho de Cassandro, que reinou por quarenta e cinco dias, seguido de Sóstenes. Depois de Sóstenes, a Macedónia tornou-se uma anarquia, segundo Eusébio de Cesareia, ou foi governada por Ptolemeu, Alexandre e, finalmente, Pirro, rei do Epiro; o total de tempo de todos estes reis (Meleagro a Alexandre) foi de três anos.